# Houtmarkt (Haarlem)
De Houtmarkt, vroeger ook Stroomarkt of Langedijk genoemd, is een straat in de Noord-Hollandse stad Haarlem. De straat loopt langs de rivier het Spaarne vanaf de Dijkstraat tot aan de Vissersbocht. Het ligt in het stadsdeel Centrum, in de wijk Oude Stad en in de buurt de Burgwal. De straat is vernoemd naar de markt die hier plaatsvond en waar hout werd verhandeld.
Tot 1804 verbond de Sint Nicolaasbrug de Houtmarkt met het Donkere Spaarne aan de overkant van het Spaarne.